# Ocean Alliance
Ocean Alliance, Inc., un'organizzazione 501(c)3, è dedicata alla conservazione delle balene e del loro ambiente marino attraverso la ricerca e la divulgazione. L'organizzazione ha sede nell'iconica manifattura di vernici Tarr & Wonson a Gloucester, Massachusetts, Stati Uniti.
Fu fondata nel 1971 dal biologo Roger Payne. Guidata da Payne e dall'amministratore delegato Iain Kerr, Ocean Alliance raccoglie un ampio spettro di dati sulla vita delle balene e degli oceani, in particolare relativi a tossicologia, comportamento, bioacustica e genetica . Da questi dati, l'organizzazione lavora con i suoi partner scientifici per consigliare divulgatori e responsabili politici sulla saggia gestione degli oceani al fine di: ridurre l'inquinamento, prevenire il collasso delle popolazioni di mammiferi marini, mantenere l'accesso umano ai pesci e al resto della vita marina in modo da beneficiarne l'oceano e la salute umana.

## Storia
Ocean Alliance è stata fondata nel 1971 dal biologo marino Dr. Roger Payne, con lo scopo di salvare le grandi balene dal vero rischio di estinzione che la caccia commerciale alle balene comportava all'epoca. Payne, insieme al collega Scott McVay, è diventato famoso per la scoperta che le megattere producono canti complessi, una scoperta che gli ha permesso di diventare una figura influente nella campagna mondiale per porre fine alla loro caccia commerciale.
Sin dalla sua fondazione con Payne e, successivamente, sotto la guida dell'attuale CEO Dr. Iain Kerr, Ocean Alliance è stata un gruppo importante nello sforzo mondiale di ricerca e protezione di grandi balene . Sono molto rinomati per lo sviluppo di tecniche di ricerca poco invasive e, nel processo, dimostrano che si può imparare molto di più da una balena viva che da una morta. Molti dei loro exploit li hanno avvicinati agli occhi del pubblico, portando Payne a definire il gruppo come "il gruppo che non sai di conoscere". Durante gli anni '90, Payne ha stabilito che il modo per salvare le balene sarebbe mostrarle al mondo e Ocean Alliance è stata coinvolta in oltre quaranta documentari tra cui In the Company of Whales e il film IMAX Whales: an unforgettable journey. Nel 1979 Roger Payne dichiarò che l'inquinamento avrebbe sostituito l'arpione come la più grande minaccia alle balene e negli ultimi anni gran parte del lavoro di Ocean Alliance si è rivolto alla lotta contro questa crescente minaccia. Dal 2000 al 2005, sotto la guida di Iain Kerr, Ocean Alliance ha lanciato la campagna oceanografica "the Voyage of the Odyssey", che ha fornito il primo set di dati globale sull'inquinamento degli oceani. Questo progetto è durato cinque anni e ha attraversato l'intero pianeta. Nel sommario esecutivo del programma, Roger Payne afferma che "The Voyage of the Odyssey ha dimostrato inconfutabilmente che la vita oceanica sta diventando inquinata a livelli inaccettabili da metalli e contaminanti di origine umana".

## Risultati importanti
• 1967: il fondatore e presidente della Ocean Alliance Dr. Roger Payne scopre, insieme a Scott McVay, che le megattere cantano canzoni. Questo è stato un importante segno distintivo del movimento Save the Whales.
• Anni '70: Payne e Ocean Alliance hanno dimostrato matematicamente che le canzoni delle balenottere azzurre e delle balenottere comuni sono udibili attraverso interi bacini oceanici. La recente conferma di questa teoria può spiegare, per la prima volta, perché queste specie non hanno siti di riproduzione conosciuti.
• Anni '70: Payne e Ocean Alliance sono fondamentali per la creazione di un parco marino per balene di 860 miglia quadrate (Golfo San Jose), al largo di Peninsula Valdes, nel sud dell'Argentina, un importante terreno di riproduzione per le balene franche australi  in via di estinzione. Ciò ha portato alla creazione di un programma di ricerca permanente, che è ora lo studio più lungo ininterrotto sui misticeti (il programma è entrato nel suo 44º anno nel 2013). Dal 1996 il programma è stato condotto in collaborazione con l'Instituto de Conservación de Ballenas.
• Anni '70: gli scienziati di Ocean Alliance sono pionieri di molte delle tecniche di ricerca benigne ora comunemente utilizzate in tutto il mondo per studiare le balene in natura.
• 1979: la rivista scientifica National Geographic pubblica un articolo di Roger Payne che include un Flexi disc del suo " Songs of the Humpback Whale ".
• 1984-1989: Payne is selected for a 'Genius Grant' through the MacArthur Fellows Program.
• 1990's-Present: An education drive is implemented by CEO Iain Kerr to support Ocean Alliance's programs. This included partnerships with schools in Massachusetts developing an elementary whale study curriculum ‘Looking at Whales’, the Cetacean Education Through Awareness (CETA) program in Gloucester, Massachusetts; the ‘Education Today’ program developed in partnership with the Discovery Channel, the Pacific Life WHALE Education program with various schools across the United States and the Ocean Encounters multimedia education program.
• 1990's-Present: Ocean Alliance are involved in the production of over 40 documentaries studying whales, including ‘In the Company of Whales’ and the IMAX film Whales. Their research vessel Odyssey has been featured on PBS, National Geographic, Discovery Channel, BBC, Canal Plus, NHK, Network Ten Australia, Australian Broadcasting Corporation, Television New Zealand and many others.
• Anni '70-2000: Ocean Alliance è impegnata nella creazione e protezione di parchi marini nelle Hawaii, in Alaska, nello Sri Lanka, nelle Isole Galapagos, in Colombia, in Costa Rica e in Messico. Nel 2003, il lavoro di Ocean Alliance porta direttamente alla creazione di un santuario di mammiferi marini di 1,2 milioni di miglia quadrate nelle acque della Papua Nuova Guinea.
• 1994: il governatore del Massachusetts William D. Weld ha firmato un proclama che istituisce il 21 aprile come il Roger Payne e Ocean Alliance day in occasione della Giornata della Terra.
• 2000-2005: sotto la guida del CEO Iain Kerr, Ocean Alliance ha lanciato "The Voyage of the Odyssey ", per raccogliere il primo set di dati sugli inquinanti negli oceani del mondo. Questa è stata un'impresa enorme, che ha ricevuto l'attenzione dei media in tutto il mondo.
• 2008: Acquisizione dell'iconica Tarr & Wonson Paint Manufactory a Gloucester, nel Massachusetts, come nuova sede.
• 2010-2014: Ocean Alliance trascorre cinque estati nel Golfo del Messico nel tentativo di determinare gli impatti tossicologici a lungo termine della fuoriuscita di petrolio del 2010 Deepwater Horizon.
• 2015: l'iniziativa "Drones for Whale Research" di Ocean Alliance inizia dopo una efficace campagna del sito KickStarter. Il programma, con al centro il programma di punta 'SnotBot', è ora la principale attività di ricerca di Ocean Alliance.

## Principali progetti di ricerca
The Voyage of the Odyssey è stato un programma di 5 anni che ha raccolto il primo set di dati di base sui contaminanti negli oceani del mondo. Fu lanciato da San Diego nel marzo 2000 e terminò cinque anni e mezzo dopo a Boston, nell'agosto 2005.
In un articolo della rivista National Geographic del 1979, il fondatore e presidente della Ocean Alliance, il dott. Roger Payne, predisse che l'inquinamento tossico avrebbe sostituito l'arpione come la prossima più grande minaccia alle balene. Riconoscendo la forte mancanza di dati sull'argomento, Roger ha affidato alla sua organizzazione Ocean Alliance il compito di ottenere un set di dati di base globale sui contaminanti.
Dopo anni di pianificazione e raccolta fondi, il programma era finalmente pronto per il lancio nel 2000. Nella sintesi del progetto, Roger ha affermato che "Il viaggio dell'Odyssey ha dimostrato inconfutabilmente che la vita oceanica sta diventando inquinata a livelli inaccettabili da metalli e contaminanti di origine umana ".
Il fil programma era focalizzato sui capodogli, una specie cosmopolita trovata in tutti i grandi oceani. In quanto predatori dell'apice di lunga durata, i capodogli rappresentano un utile bioindicatore della salute nell'ecosistema marino in un contesto tossicologico, grazie agli effetti di tre processi chiave: bioaccumulo, biomagnificazione ed effetto di generazione. Purtroppo, questi tre processi rendono anche i capodogli e altri predatori dell'apice a rischio elevato di inquinamento tossico. Essendo mammiferi predatori che allattano i loro piccoli con il latte, sono anche relativamente simili a noi, e quindi sono visti come i "canarini nella miniera di golf " per quanto riguarda le relazioni dell'uomo con l'oceano.
Il programma aveva anche una solida componente educativa e di sensibilizzazione. In tutti i paesi che hanno visitato, i membri dell'equipaggio dell'Odyssey hanno incontrato leader del governo, studenti, insegnanti e giornalisti, molti dei quali hanno continuato a promuovere la salute degli oceani dopo che l'Odyssey è partita per una nuova destinazione di ricerca. Il programma è stato anche al centro di un importante diario online e di una pagina web educativa attraverso l'emittente americana PBS.
Oltre a raccogliere i primi dati di base impostati sui contaminanti negli oceani del mondo, il programma è stato testimone di numerosi altri successi, innovazioni e primati. Questi includono:
• → scoperta di operazioni illegali di finning degli squali
• → documentazione dell'uso di enormi reti da posta nel Mediterraneo.
• → contributo a creare un santuario di mammiferi marini di 1,2 milioni di miglia quadrate nelle acque della Papua Nuova Guinea.
• → fatto avvistamenti incredibilmente rari di Mesoplodonte di Longman dal vivo.
• → registrato avvistamenti di Balenottera azzurra in acque equatoriali dove si pensava che non fossero presenti.
• → il primo tag satellitare riuscito su un capodoglio (da parte dello scienziato ospite Bruce Mate).
• → l primo elettrocardiogramma di un capodoglio (da parte dello scienziato ospite Dr. Jorge Reynolds).
• → la formazione di oltre 100 scienziati dell'America Latina nelle tecniche di ricerca benigna sviluppate da Ocean Alliance.
• → il primo tracciamento sonar subacqueo con successo dei capodogli durante le loro immersioni.
• → tecnica per posizionare pacchetti di telerilevamento sul dorso delle balene e per acquisire più facilmente campioni di pelle.
Nel programma, Roger Payne ha commentato che "Salvare gli animali marini dagli effetti insidiosi di pesticidi, ritardanti di fiamma, plastificanti e metalli velenosi non è un atto altruistico. Salvando l'oceano per le balene, potremmo solo essere in grado di salvare innumerevoli altre specie oceaniche e lasciare ai nostri figli e nipoti un oceano sano piuttosto che uno contaminato dai sottoprodotti del nostro progresso." ←Ulteriori informazioni sul Voyage of the Odyssey sono disponibili sul sito Web di Ocean Alliance.

### Progetto delle Balene Franche Australi in Patagonia (Patagonia Right Whale program)
Il Patagonia Right Whale program è uno dei più lunghi studi in corso su grandi cetacei: dal 2014 il programma è entrato nel suo 44º anno. Il fondatore di Ocean Alliance, il Dr. Roger Payne, istituì il programma nel 1970, rendendosi conto che poteva identificare le singole balene in base agli schemi delle ciamidae (pidocchi di balena) sulle loro teste. Questo ha aperto un'enorme opportunità per ottenere molte più informazioni sulla storia della vita delle singole balene di quanto non fosse stato possibile in precedenza. Roger ha anche capito quanto fosse importante in quanto gli ha permesso di imparare molto di più da una balena viva di quanto la comunità baleniera stesse imparando dalle balene morte.
Il programma è ora gestito dalla Dott.ssa Victoria Rowntree, in collaborazione con il Dr. Mariano Sironi dell'Instituto Conservación de Ballenas. La natura unica a lungo termine di questo programma ha prodotto una serie di scoperte significative relative all'ecologia, al ciclo di vita biologico, all'etologia e alla conservazione di queste specie. Con il passare del tempo, il programma è stato ampliato per includere genetica, alimentazione ecologica e bioacustica. Le tecniche introdotte inizialmente da Roger Payne, e successivamente da Victoria Rowntree e dall'Instituto Conservacion de Ballenas, sono state introdotte oggi tra i programmi di scienze dei cetacei in tutto il mondo.
Così chiamate perché erano la balena "giusta" da uccidere, le balene franche australi sono state portate sul limite dell'estinzione all'inizio del XX secolo. Le loro enormi riserve di grasso causavano la fluttuazione degli animali dopo essere stati uccisi, mentre la loro naturale predisposizione a muoversi lentamente le rendeva bersaglimolto facili. Sebbene permangano significative minacce per la conservazione (principalmente la perdita di habitat), molte popolazioni hanno mostrato segni lenti di ripresa. L'obiettivo a lungo termine del programma Patagonian Right Whale è quello di promuovere e facilitare questa ripresa.

### Progetto del Golfo del Messico
Nell'aprile del 2010, circa 210 milioni di galloni di petrolio sono stati rilasciati nell'ambiente marino del Golfo del Messico a seguito della fuoriuscita di petrolio di Deepwater Horizon. In risposta, sono stati liberati oltre 2 milioni di galloni di disperdenti chimichi in quantità senza precedenti e in modi non testati preventivamente, nel tentativo di disperdere e affondare il greggio.
Nel luglio 2010, Ocean Alliance, in collaborazione con il Wise Laboratory of Environmental and Genetic Toxicology, ha portato la RV Odyssey nell'area nel tentativo di determinare gli impatti, spesso trascurati, a lungo termine di questa catastrofe ambientale. Dopo tali incidenti, le persone spesso non guardano oltre all'impatto immediato: vengono registrati i pedaggi di morte di determinate specie, i declini/aumenti della popolazione registrati e questi dati sono visti come ampiamente rappresentativi del danno ambientale. Il lavoro tossicologico condotto da Ocean Alliance e dai loro partner presso il Wise Lab era principalmente finalizzato a determinare l'impatto cronico a lungo termine dell'incidente, in particolare gli impatti geno-tossici dell'olio (e dei composti trovati nell'olio) e dei disperdenti come si fanno strada fino alla rete trofica alimentare. Molti ritengono che gli effetti a lungo termine siano molto più significativi degli effetti a breve termine, una convinzione confermata dalla ricerca in corso nel Golfo del Messico e dal fatto che le conseguenze della fuoriuscita di Exxon Valdez (avvenuta nel 1985 a Prince William Sound, in Alaska) sono ancora oggetto di studio ad oltre 25 anni dall'incidente iniziale. In termini di scarico totale di petrolio, questa fuoriuscita è stata circa un decimo rispetto alla fuoriuscita della Deepwater Horizon. Quello che forse è l'impatto economico più significativo del disastro della Exxon Valdez, il crollo della pesca delle aringhe, è crollato solo quattro anni dopo la fuoriuscita e fino ad oggi non mostra segni di ripresa. Questo rende ancora più importante il programma a lungo termine condotto da Ocean Alliance. L'analisi preliminare ha mostrato livelli potenzialmente dannosi di metalli genotossici, tra i quali cromo e nichel nei capodogli che vivono nell'area, significativamente più alti della media globale. Inoltre, ha mostrato una correlazione tra vicinanza alla fuoriuscita e livelli di questi metalli genotossici.
Per raggiungere questo obiettivo a lungo termine, Ocean Alliance ha monitorato ilmaggiore predatore apicale della regione, i capodogli. Una popolazione residente non migratoria di capodogli risiede nel Golfo del Messico settentrionale in prossimità della fuoriuscita di petrolio di Deepwater Horizon. Come predatori dell'apice, i capodogli fungono da bioindicatori della salute dell'ecosistema marino in un contesto tossicologico, dimostrando gli effetti di tre processi chiave: bioaccumulo, biomagnificazione ed effetto di generazione. Purtroppo questi processi rendono anche i capodogli e altri predatori dell'apice a maggior rischio di inquinamento tossico. Significativamente, i dati raccolti potrebbero essere inseriti nel set di dati globale acquisito durante il programma The Voyage of the Odyssey .
L'Ocean Alliance ha condotto questo studio per 5 anni, durante ogni estate dal 2010 al 2014. Negli ultimi due anni, sono stati raggiunti dal gruppo di attivisti Sea Shepherd Conservation Society, nell'ambito di un programma denominato Operation Toxic Gulf Questo ha consentito al programma una visibilità molto maggiore di quanto previsto in precedenza.

### SnotBot
SnotBot è un programma di ricerca avviato e gestito da Ocean Alliance senza scopo di lucro per la salute delle balene e degli oceani. Nell'ambito di questo programma di ricerca, Ocean Alliance utilizza droni per raccogliere campioni respiratori (o, in sostanza, moccio) dalle balene facendo volare il drone attraverso il soffio o il rostro di una balena. Questo beccuccio è costituito da una miscela di composti biologici e non biologici da cui è possibile dedurre varie sfaccettature della salute e dell'ecologia di una balena.
Il gruppo di conservazione degli oceani Parley for the Oceans è stato il principale partner e finanziatore del programma SnotBot.
Il programma SnotBot è stato avviato nel 2014, come tentativo di esplorare e sfruttare il potenziale che i droni avevano nella scienza delle balene. Inizialmente, Ocean Alliance ha sviluppato i propri droni insieme a ricercatori e studenti dell'Olin College of Engineering, prima di passare ai droni di consumo realizzati da produttori come DJI e Yuneec.
Le spedizioni iniziali di SnotBot sono state finanziate da una campagna di successo di Kickstarter, che includeva un video della campagna con Star Trek e l'attore di X-Men Sir Patrick Stewart. Le prime tre spedizioni si sono svolte in Patagonia, in Argentina; Il mare di Cortez, in Messico; e Alaska, Stati Uniti d'America.
Da allora, altre quattro spedizioni hanno avuto luogo: altre due nel Mare di Cortez e altre due in Alaska. Il team ha raccolto campioni da cinque specie di balene tra cui balenottere azzurre, orche, balene grigie, balene franche australi e megattere.
Il team principale di SnotBot è composto dal CEO di Ocean Alliance, il dott. Iain Kerr, dal fotografo e cameraman Christian Miller, Andy Rogan responsabile scientifico della Ocean Alliance, e John Graham, tecnico della Ocean Alliance.
Il programma ha anche avuto una notevole visibilità da parte della stampa. È stato presentato in due documentari del National Geographic, Earth Live e One Strange Rock; è stato presentato alle Nazioni Unite, al Singularity Global Summit e a varie conferenze accademiche, fiere e istituzioni accademiche.